# Antifa

Logo Antify z czarną i czerwoną flagą.

Antifa (od niem. Antifaschismus „antyfaszyzm” i ang. Anti-Fascist Action, AFA „Akcja Antyfaszystowska”) – zbiorcze określenie ogółu osób deklarujących się jako antyfaszyści i czynnie sprzeciwiających się tendencjom skrajnie prawicowym (utożsamianymi przez Antifę z faszyzmem). Antifa jest ruchem nieformalnym, pozbawionym jakiegokolwiek kierownictwa czy wewnętrznej hierarchii. Określana również jako subkultura. Choć z Antifą nie jest związana żadna ideologia polityczna, wyróżniają się wśród nich socjaliści, anarchiści, socjaldemokraci i liberałowie.
Współczesne ruchy antyfaszystowskie nawiązują do niemieckich organizacji sprzeciwiających się faszyzmowi, które działały w okresie międzywojennym, takich jak Front Żelazny czy Akcja Antyfaszystowska (niem. Antifaschistische Aktion). Front Żelazny został założony przez SPD w 1931, a Akcja Antyfaszystowska przez Komunistyczną Partię Niemiec w 1932. Obie inicjatywy miały w założeniu jednoczyć różne grupy polityczne w sprzeciwie wobec nazizmu.

## Nurty i metody sprzeciwu
Antifa jest ruchem nieformalnym, pozbawionym struktur, nadzoru i spisanych zasad. Dlatego działalność i poglądy różnych grup Antify mogą się od siebie znacząco różnić. W ruchu wyróżniają się dwa główne nurty – antyfaszyzm liberalny i bojowy. Liberałowie często krytykują nurt bojowy, gdyż w ich ocenie przemoc prowadzi do eskalacji. Z drugiej strony bojowcy uważają metody stosowane przez nurt liberalny za zbyt kompromisowe i najczęściej nieskuteczne.
Przedstawiciele nurtu bojowego nie wspierają państwowego ustawodawstwa w walce z faszyzmem, ponieważ uważają, że nieuchronnie zostanie ono użyte również przeciwko antyfaszystom. Nakłanianie państwa do zakazania skrajnie prawicowych grup i działań stanowi jedynie pretekst do zakazania także tych odgórnie uznanych za radykalnie lewicowe. Państwo, dążąc do samozachowawczości, przeciwdziała wszelkim „ekstremizmom”. Tego typu reakcje ze strony państwa niekoniecznie będą służyć dbałości o bezpieczeństwo publiczne, ale również stosowaniu represji politycznych nawet wobec osób niekoniecznie związanych z ruchem antyfaszystowskim. Podnoszony jest również argument, że delegalizacja ruchów nacjonalistycznych czy faszystowskich nie zdałaby się na wiele, ponieważ osoby z nimi związane zawsze mogą zmieniać symbole lub zacząć inaczej określać swoje poglądy. Odgórnie wydane przepisy nie zmieniają również podejścia ludzi, a dokonuje się to poprzez oddolne działanie. Według tego nurtu antyfaszyści muszą zorganizować się sami, aby ograniczać wpływy faszyzmu, nacjonalizmu oraz innych skrajnie prawicowych idei w swoim społeczeństwie. Odrzucana jest jakakolwiek współpraca z policją oraz innymi państwowymi instytucjami.
Liberalni antyfaszyści skupiają się na legalnej działalności aktywistycznej, takiej jak publicystyka, występy w mediach i angażowanie się w politykę. Organizują pikiety i pokojowe manifestacje. Bynajmniej nie jest wykluczona współpraca różnych nurtów antyfaszyzmu. Często granice obu nie są w ogóle zarysowane.
Uczestnicy manifestacji antyfaszystowskich często stosują taktykę tzw. czarnego bloku.

## Symbolika

Trzy Strzały

Symbolicznymi kolorami Antify są czerń, czerwień i biel. Często używanym przez nią hasłem jest No pasarán oraz różne jego wariacje i tłumaczenia (na przykład używane przez Porozumienie 11 listopada Faszyzm nie przejdzie).
Istnieją różne loga Antify. Jednym z najczęściej używanych jest logo przedstawiające dwie flagi – czerwoną i czarną, jedna przed drugą – w kole ratunkowym. Ten symbol nawiązuje do symboliki niemieckiej Akcji Antyfaszystowskiej z 1932. Oryginalnie flagi były czerwone i miały symbolizować dwie zdelegalizowane przez nazistowski rząd partie polityczne – Socjaldemokratyczną Partię Niemiec i Komunistyczną Partię Niemiec. We współczesnej wersji symbolu zmieniono kolor jednej z flag na czarny, co ma nawiązywać do anarchizmu i zmieniono kierunek w którym powiewają flagi z prawego na lewy.
Innym często używanym symbolem są Trzy Strzały będące logiem założonego w 1931 przez SPD Frontu Żelaznego. Symbolizują one sprzeciw wobec wojny, faszyzmu i nacjonalizmu, choć oryginalnie Trzy Strzały symbolizowały anty-monarchizm, antyfaszyzm i antykomunizm.
Charakterystyczne dla Antify, szczególnie tej bojówkowej, są czarne ubrania oraz maski. Ideą masek jest nie dać się rozpoznać prawicowym grupom ekstremistycznym. Niektórzy członkowie nie zasłaniają twarzy.

## Antifa na świecie

### Niemcy

Plakat Akcji Antyfaszystowskiej z 1932 r.

W Niemczech organizacje antyfaszystowskie zaczęły powstawać w reakcji na rozwój nazizmu i narastającą przemoc polityczną ze strony nazistów. Jedną z pierwszych takich organizacji była anarchistyczna organizacja „Czarni żołnierze” (niem. Schwarze Sharen) powołana w 1929.
Dwa lata później, w 1931, w odpowiedzi na stworzenie przez NSDAP i inne partie prawicowe Frontu Harzburskiego, powołano do życia Front Żelazny. Front jednoczył kilka różnych organizacji, ale był zdominowany przez niemiecką partię socjaldemokratyczną SPD. W zamierzeniu miał być organizacją paramilitarną, ponadpartyjną, której celem była walka uliczna z nazistami. Około 99 członków organizacji zginęło w starciach z nazistami w przeciągu dwóch miesięcy w 1932. Po przejęciu władzy przez NSDAP organizacja została zdelegalizowana. Symbol Frontu Żelaznego, Trzy Strzały, jest używany przez współczesne grupy antify (zobacz fotografie w zasobach Wikimedia Commons).
Popularność Frontu Żelaznego skłoniła rywalizującą z SPD Komunistyczną Partie Niemiec (KPD) do stworzenia własnej organizacji antyfaszystowskiej. W maju 1932 KPD ogłosiła założenie „Akcji antyfaszystowskiej” (niem. Antifaschistische Aktion). Początkowo pomysł był odczytywany jako postulat wspólnego frontu pomiędzy komunistami i socjaldemokratami z SPD przeciwko rosnącej wówczas w siłę NSDAP. Dwie flagi znajdujące się w logo niemieckiej Antifaschistische Aktion miały nawiązywać właśnie do SPD i KPD. Do powstania wspólnego lewicowego frontu przeciwko nazistom jednak nie doszło, sprzeciwił się temu Józef Stalin, który uważał, że niemieccy komuniści wyolbrzymiają zagrożenie ze strony nazistów, a nie doceniają zagrożenia ze strony SPD. SPD również była określana przez KPD jako partia faszystowska. SPD nie została więc zaproszona do Akcji Antyfaszystowskiej, zaproszeni zostali jedynie indywidualni członkowie partii.
Jednostki Akcji Antyfaszystowskiej w praktyce stały się bojówkami, których zadaniem była obrona komunistycznych organizacji robotniczych przed nazistowskimi organizacjami paramilitarnymi, takimi jak SA. Pierwszy zjazd Akcji miał miejsce 10 lipca 1932. W 1933, po przejęciu władzy przez nazistów, grupa została rozbita. Jej symbole, w zmodyfikowanej formie, są używane przez wiele współczesnych grup antyfaszystowskich.
Po zakończeniu II wojny światowej w 1945 działacze KPD, SPD, a także działacze katoliccy wskrzeszali lokalne jednostki antify. Stawiali sobie za cel schwytanie ukrywających się nazistów, usunięcie nazistów z urzędów i konfiskatę majątków zgromadzonych przez nazistów. Powojenne jednostki antify istniały jednak krótko, szybko doszło do podziałów pomiędzy socjaldemokratami a komunistami, alianci zakazali także na pewien czas działalności wszystkich organizacji politycznych w okupowanych Niemczech.

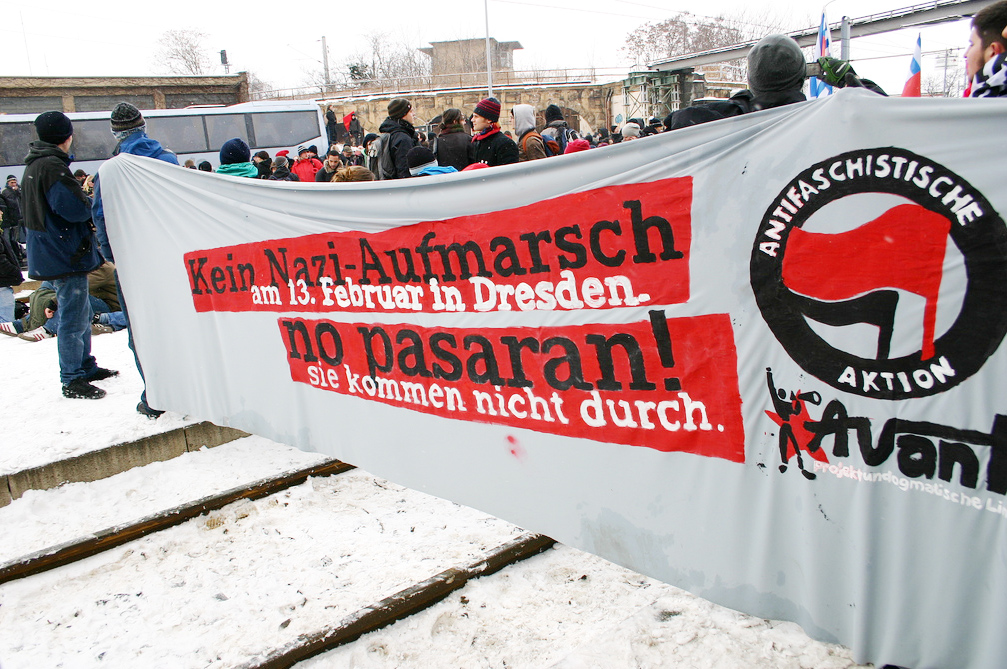
Antifa blokująca marsz niemieckich nacjonalistów w Dreźnie w rocznicę zbombardowania miasta.

Po Zjednoczeniu Niemiec w latach 90. XX wieku powstało wiele antyfaszystowskich grup nieformalnych w reakcji na wzrost przemocy na tle skrajnie prawicowym – na przykład zamach w Solingen w 1993, w którym zginęły dwie dorosłe i trzy młode Turczynki, a 14 osób zostało rannych po tym, jak neonaziści podpalili dom dużej tureckiej rodziny.
Za jedną z największych akcji niemieckiej Antify uważa się coroczne blokady marszy nacjonalistów w Dreźnie, w rocznice zbombardowania miasta. Marsze w Dreźnie są organizowane przez środowiska neonazistowskie od 1999. Neonaziści porównują bombardowanie miasta z Holokaustem i podkreślają ofiary niemieckiej ludności cywilnej. Od 2004 marsze są blokowane przez antifę. W 2010 w blokadzie wzięło udział 12 tysięcy osób, policja została zmuszona do odwołania marszu. W blokadach w Dreźnie wielokrotnie brali też udział antyfaszyści z Polski.
Niemiecka agencja wywiadowcza Bundesamt für Verfassungsschutz uważa współczesny niemiecki ruch antyfaszystowski za lewicowych ekstremistów i pseudokibiców, skłonnych do przemocy i nieprzestrzegających prawa.

### Polska
Polska Antifa uważa za faszystowskie takie organizacje, jak Polska Wspólnota Narodowa, Obóz Narodowo-Radykalny, Narodowe Odrodzenie Polski, Młodzież Wszechpolska, a także nieformalny ruch Krew i Honor. Antifa jest też nieprzychylna komunizmowi, o czym świadczy na przykład starcie grup z manifestacji antyfaszystowskiej i działaczy Komunistycznej Młodzieży Polski, którzy chcieli przyłączyć się do marszu w 2014. Do polskich antyfaszystowskich zespołów muzycznych zaliczyć można między innymi Dezerter, The Analogs, Eye for an Eye czy Hańba!.
Od 2012 w Warszawie, w każdy listopad odbywają się manifestacje antyfaszystowskie będące odpowiedzią na Marsze Niepodległości. W latach 2012, 2016, 2017 i 2018 odbyły się one 11 listopada, w Narodowe Święto Niepodległości. W latach 2013 i 2014 miały one miejsce 9 listopada, w rocznicę Nocy Kryształowej.
W polskich akcjach antyfaszystowskich brały w przeszłości udział takie organizacje jak: Pracownicza Demokracja, Polska Partia Pracy – Sierpień 80, Koalicja Ateistyczna, Porozumienie 11 Listopada, Krytyka Polityczna, Kampania przeciw Homofobii, Ogólnopolskie Porozumienie Związków Zawodowych, Gazeta Wyborcza, Centrum Wielokulturowe w Warszawie, Fundacja Inna Przestrzeń, polski oddział Amnesty International, Partia Razem, fundacja Feminoteka, Inicjatywa Pracownicza, Partia Zieloni i Miłość Nie Wyklucza.

### Stany Zjednoczone
W kwietniu 2017 doniesienia prasowe wskazywały, że Departament Bezpieczeństwa Wewnętrznego w New Jersey uznał Antifę za organizację terrorystyczną. Nie znajduje to jednak potwierdzenia na stronie Departamentu
W listopadzie 2017 Christopher Wray dyrektor Federalnego Biura Śledczego na spotkaniu z członkami Komisji ds. bezpieczeństwa narodowego Izby Reprezentantów powiedział, że Antifa jest ideologią i jako taka nie jest podmiotem śledztwa FBI ale biuro prowadzi dochodzenia w sprawie kilku grup anarchistyczno-ekstremistycznych w których są osoby, zdaniem FBI, „skłonne do popełnienia brutalnej działalności przestępczej w oparciu o ideologię Antify".
Po wybuchu zamieszek z powodu śmierci George’a Floyda, 31 maja 2020 Donald Trump zapowiedział uznanie Antify za organizację terrorystyczną. Nie zostały jednak wówczas przez niego podane żadne szczegóły takiej decyzji. We wcześniejszych wpisach na Twitterze, Donald Trump sugerował, że „radykalnie lewicowi anarchiści” pod przewodnictwem Antify są odpowiedzialni za zamieszki. Niemniej, Federalne Biuro Śledcze w oficjalnych dokumentach nie potwierdziło uczestnictwa zorganizowanych grup Antify w zamieszkach. Tak samo, wśród kilkudziesięciu dokumentów osób oskarżonych na podstawie przepisów federalnych, żadna nie była powiązana z ruchem antyfaszystowskim. Wśród oskarżonych znalazły się natomiast osoby powiązane ze skrajnie prawicowym ruchem Boogaloo.
8 czerwca 2020 osoby mające powiązania z Antifą zajęły dzielnicę Capitol Hill w Seattle i ogłosiły powstanie Strefy Autonomicznej Capitol Hill (ang. Capitol Hill Autonomous Zone, CHAZ).
Badanie przeprowadzone przez Zignal Labs wykazało, że bezpodstawne twierdzenia o zaangażowaniu Antify były jednym z trzech dominujących tematów w dezinformacji i teoriach spiskowych powstałych wokół protestów – dwa pozostałe tematy to twierdzenie, że śmierć Floyda została sfałszowana oraz teoria o zaangażowaniu George’a Sorosa. Niektóre akty sprzeciwu wobec Antify miały również sztucznie wykreowany charakter. W 2017 Nafeesa Syeed z Bloomberg doniosła, że „według badań, najczęściej tweetowanym linkiem powiązanym z rosyjskimi brygadami internetowymi była petycja o uznaniu Antify za grupę terrorystyczną”.
Antifa oskarżana była również o udział w szturmie na Kapitol. Teorie na ten temat rozpowszechniane były przez część mediów oraz zwolenników Donalda Trumpa, w tym niektórych kongresmenów z ramienia Partii Republikańskiej. Federalne Biuro Śledcze zdementowało te twierdzenia, oświadczając, że nie ma dowodów na to, że osoby powiązane z Antifą uczestniczyły w ataku.
Według analizy przeprowadzonej przez think tank Center for Strategic and International Studies, od 1994 do 2020 w Stanach Zjednoczonych śmierć jednej osoby była powiązana z działalnością Antify, a osoba, która zginęła, była napastnikiem, podczas gdy w tym samym czasie prawicowi ekstremiści zabili 329 osób.

### Wielka Brytania
W Wielkiej Brytanii istnieją legalnie działające organizacje antyfaszystowskie. Od 1977 działa Liga Antynazistowska. W 2004 Nick Lowles założył grupę interesu o nazwie Hope no Hate, której założeniem był pokojowy aktywizm antyrasistowski i antyfaszystowski. Od 1975 wydawane jest antyfaszystowskie czasopismo Searchlight.
W 1985 powstała antyfaszystowska organizacja Anti-Fascist Action (AFA, pol. Akcja Antyfaszystowska). Została ona założona w 1985 przez Unmesha Desaia z Newham Monitoring Project (organizacji monitorującej przestrzeganie praw obywatelskich). Celem AFA było zbieranie informacji o przemocy na tle rasowym i aktywności grup faszystowskich oraz fizyczna ochrona ofiar faszyzmu i rasizmu. Od 1986 organizowała corocznie marsze w Dzień Pamięci ku czci ofiarom rasizmu i faszyzmu. AFA uważała, że hipokryzją jest pozwalać aby Front Narodowy też maszerował w ten dzień. W 1989 organizacja została zdominowana przez ugrupowanie polityczne Czerwona Akcja. W efekcie AFA stała bardziej radykalna – otwarcie głosiła potrzebę siłowego rozprawienia się z tym, co uważali za faszyzm i zaczęli tworzyć tak zwane Grupy Porządkowe. W 1989, w Hyde Park doszło do bójki brytyjskiej Antify i sympatyków neonazistowskiego nieformalnego ruchu Krew i Honor. W 1992 doszło do bójki tych samych grup na stacji kolejowej Waterloo. Wydarzenie to zostało nazwane w mediach Bitwa pod Waterloo. Oprócz tego AFA zajmowała się promowaniem swoich idei w sporcie, filmach dokumentalnych i muzyce. Skrzydło muzyczne ATA nazywało się Cable Street Beat. Jednym z głównych obiektów krytyki ATA była Brytyjska Partia Narodowa. Organizacja nigdy nie została formalnie rozwiązana, jednak szacuje się, że do 2001 ledwie istniała.
W odpowiedzi na sukces Brytyjskiej Partii Narodowej w wyborach samorządowych w 2003, powstała grupa nacisku o nazwie Unite Against Fascism (UAF, pol. „Zjednoczmy się Przeciwko Faszyzmowi”). Za cel postawiła sobie ostrzeganie społeczeństwa przed zagrożeniem ze strony faszyzmu i skrajnej prawicy. Krytyka tej grupy wymierzona jest głównie w Brytyjską Partię Narodową i Angielską Ligę Obrony. Grupa w przeszłości brała udział w bójkach ulicznych, które kończyły się interwencją policji i aresztowaniem części osób po obu stronach. Takie przypadki miały miejsce między innymi w 2009 (starcie UAF i BNP), w 2010 (starcie UAF i EDL) i w 2013 (starcie UAF i BNP).

## Kontrowersje
W 2017 roku przewodnicząca francuskiego frontu narodowego, Marine Le Pen, wezwała do rozwiązania ugrupowań Antify, określając ją jako skrajnie lewicową milicje, wykorzystywaną przez rząd.
10 czerwca 2020 w Parlamencie Europejskim, złożony został projekt rezolucji, w sprawie umieszczenia ruchu Antify na unijnej liście terrorystów, pod którym podpisało się 35 europosłów związanych z prawicowymi ugrupowaniami. Autorzy projekt argumentowali go tym, że ich zdaniem Antifa „zorganizowała i przeprowadziła w Stanach Zjednoczonych brutalne ataki pod pozorem protestu w związku ze śmiercią George’a Floyda”, a także „jest znana z tego, że podżegała do popełniania aktów przemocy i uciekała się do przemocy w Europie”.